# Jesús Uribe
Jesús Uribesalgo Uribechevarría (Arechavaleta, Guipúzcoa, España, 2 de enero de 1938-Gijón, Asturias, España, 26 de julio de 2005), conocido como Uribe, fue un futbolista español que jugaba como defensa. Su hijo es el entrenador de fútbol Josu Uribe.

## Trayectoria
Debutó en la Segunda División con el Deportivo Alavés en la temporada 1956-57 y permaneció en el club otras tres campañas hasta el descenso a Tercera División en 1960. A continuación, fichó por el Levante U. D., donde se mantuvo durante dos temporadas hasta que fichó por el R. C. D. Mallorca, con el que jugó en Primera División. Su debut se produjo en el campo de San Juan en un partido frente al C. A. Osasuna en el que el Mallorca perdió por 4-1. Al final del curso, la derrota contra el R. C. D. Español en la promoción supuso el descenso de categoría para el club balear.
Tras esto se incorporó al Real Gijón, donde jugó seis temporadas en la categoría de plata. En la campaña 1969-70 disputó cuatro partidos con el Real Avilés C. F. en la Tercera División antes de abandonar la práctica del fútbol.

## Clubes
| Club              | País   | Año       |
| ----------------- | ------ | --------- |
| Deportivo Alavés  | España | 1956-1960 |
| Levante U. D.     | España | 1960-1962 |
| R. C. D. Mallorca | España | 1962-1963 |
| Real Gijón        | España | 1963-1969 |
| Real Avilés C. F. | España | 1969-1970 |